# Wolfgang Schmitz (Politiker, 1948)
Wolfgang Schmitz (* 13. Oktober 1948 in Paderborn) ist ein deutscher Politiker (CDU) und war von 2000 bis 2010 Mitglied des Landtages von Nordrhein-Westfalen.

## Ausbildung und Beruf
Schmitz absolvierte 1967 sein Abitur und studierte dann von 1969 bis 1974 Rechtswissenschaften an der Westfälischen Wilhelms-Universität. Im Jahr 1974 machte er sein 1. Staatsexamen. 1977 folgte dann das 2. Staatsexamen. 1984 wurde Schmitz als Notar zugelassen.
Schmitz ist verheiratet und hat drei Kinder.

## Politik
Schmitz ist seit 1993 Mitglied in der CDU und fungiert als solches ab 1994 als Beisitzer im Vorstand des CDU-Kreisverbandes Paderborn. Von 1999 bis 2003 war er Vorsitzender des CDU-Ortsverbandes Paderborn, sowie von 2003 bis 2006 Vorsitzender des CDU-Stadtverbandes Paderborn. 2006 wurde er als Vorsitzender des Stadtverbandes Paderborn durch Daniel Sieveke abgelöst. Schmitz gehört seit 1994 dem Kreistag Paderborn an und ist seit 1999 1. stellvertretender Landrat im Kreis Paderborn.
Seit dem 2. Juni 2000 war Schmitz Landtagsabgeordneter des nordrhein-westfälischen Landtags für den Wahlkreis Paderborn II. Bei der Landtagswahl in Nordrhein-Westfalen 2005 konnte er sein Mandat mit über 55 Prozent der Stimmen verteidigen. Zur Landtagswahl in Nordrhein-Westfalen 2010 trat Schmitz nicht erneut als Direktkandidat an. Gewählt als sein Nachfolger und als Wahlkreisvertreter wurde Daniel Sieveke (CDU)